# 苏小明
苏小明（1957年6月10日—）女，法籍华人，原籍山东省鱼台县，生于北京市，中华人民共和国歌手、演员。

## 生平
苏小明是董小吾的女儿。1957年，苏小明生于北京，自幼在部队大院长大。苏小明的父母都是延安时期便参加革命的文艺工作者。歌剧《刘胡兰》选段“数九寒天下大雪”的歌词便是由其父董小吾创作。苏小明的母亲名叫苏明。苏明原本不姓苏，只因早年从山西到延安参加革命，为了不影响家人，故改姓苏。苏明的意思是“向往苏联的光明”。苏小明的姓名是在母亲的姓名中加了一个“小”字。苏小明是全家五个女儿中最小的，也是其中唯一一位成为文艺工作者的。苏小明自幼喜爱音乐，从三、四岁时便开始学钢琴，她还有一副天然带有美感的好嗓子。
文化大革命爆发后，由于父母遭受批判，苏小明一夜间便从“革干子女”变成了“黑帮子女”。1971年，14岁的苏小明被迫退学。她曾下乡插队，后来几次报考文工团，都因为父母的问题而未被录取。苏小明把苦闷、彷徨寄托在练歌、唱歌中。1975年，返城之后的苏小明考入海政歌舞团，在学员班学习了女中音的西洋唱法。经过几年时间，苏小明觉得这种唱法不能发挥自己的特长，不能唱出自己的风格。于是，她根据自己的声音寻找新的演唱方法。
苏小明本来是海政歌舞团的合唱演员。1979年10月，在首都体育馆举行的一次音乐会上，年轻的女歌唱演员苏小明在1.8万名听众面前首次表演独唱，因为激动而紧张，竟然哭着不敢上场。乐队有位老同志挥舞着鼓糙吓唬苏小明说：“哭也得上场，不上就揍你！”苏小明带着泪痕上场。在全场观众嘈杂的说话声中，苏小明刚刚唱出歌曲《红河谷》的第一句“人们说你就要离开村庄”，全场突然一片寂静，1.8万名听众被苏小明那美妙的歌声惊呆了，都屏住呼息倾听。苏小明并不知道，很快她就将带来中国内地的“苏小明热”，成为中国内地流行歌曲的重要代表。
1980年春节前后，她用学唱的港台校园歌曲参加了中国人民解放军海军的若干不大重要的演出，受到热烈欢迎，引起了海政歌舞团的领导注意。1980年9月底，新星音乐会在北京举行，海政歌舞团决定派苏小明代表该团参演。但是，海政歌舞团领导认为海军的“新星”在演出中唱外国歌曲、港台歌曲不太合适，便要词作家马金星、曲作家刘诗召根据苏小明的个人条件，写一首带有海军特色的新歌曲。于是马金星与曲作家刘诗召突击创作出歌曲《军港之夜》。在新星音乐会上，为苏小明伴奏的是海政轻音乐团，该团将架子鼓搬到舞台上。据说，这是改革开放之后中国内地首次将架子鼓拿到舞台上。苏小明在新星音乐会上首唱的《军港之夜》获得观众空前热烈的反响。苏小明因此曲而一举成名，一时间成为年轻人的偶像，《军港之夜》也迅速流传。
但苏小明因演唱《军港之夜》而遭到了严厉的政治批判。“海军有的首长强调，开放不是什么都‘放’，要有‘左’反‘左’，有右反右。言下之意，流行歌曲是右的。有人则公开表示，苏小明的歌，曲调咿咿呀呀，没有革命气势，纯属‘靡靡之音’。”“一位主持《解放军歌曲》编辑工作的军队音乐权威也称军队的歌曲应以反映部队生活为主，内容应是革命、健康和向上的。《军港之夜》格调不高：当兵就要提高警惕，怎么能唱海军战士睡觉呢？海军机关有人反应更激烈：这样的演员部队不能留，要处理。争论由机关波及部队。海军某基地俱乐部一名战士因无意中在有线广播中播放了苏小明唱的《军港之夜》而受到处分，被关了禁闭。”
“1980年底，这场争论达到高潮。有关领导部门几次不点名地批评海军。此后不久，上级部门在下发的文件中严肃指出：军队文艺团体演出，应该有助于提高部队战斗力，有助于提高我军声誉……参加地方组织的演出，内容必须是革命的、健康的；作风要热情、庄重；服装要朴素、大方。参加地方活动必须经过本单位文化部门审定，等等。对苏小明，上级部门提出，请海政文工团领导找专人‘好好帮助她，在演唱上处理处理’，并明确要求，参加元旦、春节演出时，苏小明要改唱《十送红军》。”署名“苏夏”的《从获奖歌曲想到的》一文还写道：“这首歌的曲调，听了使人感到亲切，尤其是那些广东沿海的咸水歌的乐汇，使人联想到南海的一些生活情景，曲调有‘海味’，也比较美。但作为一个完整的音乐作品，歌曲的乐队伴奏起了很不好的作用，那些铜管组的打击乐组的切分节奏和喧闹声，使人如置身于旧上海十里洋场的舞厅中，其气氛粗俗不堪。”该文得出结论：“我们应有自己的轻歌曲，这些歌曲应该和我们社会主义制度的道德品质、情操相称。” 文中提到的“咸水歌”是旧时广东传统“水上”居民传唱的民歌，内容都是情郎、妹子，被传统文人视为淫词艳曲，在中华人民共和国被长期视为“黄色歌曲”。文中所说的 “使人联想到南海的一些生活情景”是暗指妓女，因为近代“水上”妓女尤其是专门接洋客的妓女被称作“咸水妹”。
这些批判影响了海政歌舞团的演出，甚至还影响了干部的使用及对问题的处理工作。中国人民解放军海军司令员叶飞最终表态，肯定了苏小明的唱法及歌曲《军港之夜》。因为司令员叶飞明确表态支持，“总政、海政两级文化部门经过反复讨论、专家评审，同意苏小明继续演出。此后很长一段时间，她一直活跃在演出舞台上，《军港之夜》成了她的保留节目，也成了改革开放初期通俗歌曲的经典。”
此后，中国唱片总公司、广州太平洋音像公司、云南音像出版社先后为苏小明录制了《海风啊，海风》、《大海的歌》、《苏小明独唱歌曲选》、《白衣少女》等十多张个人专辑。苏小明演唱的歌曲曾经多次荣获“云雀奖”、“当代青年喜爱的歌”。除了上述歌曲外，苏小明还演唱过《妈妈，我们远航回来了》、《幸福不是毛毛雨》 、《可爱的中华》、《美丽的小树林》、《美丽的夜晚》、《海风啊，海风》等十首创作歌曲。1980年代初，苏小明那质朴而含蓄、醇厚的演唱风格在中国内地风靡一时，苏小明成为当时为数不多的偶像之一，据说有不少人是听过《军港之夜》之后才选择参加海军。
1985年，苏小明在事业的巅峰期赴法国学习。在法国高等音乐师范学校学习声乐期间，苏小明曾多次接受法国电视台的采访，并应邀参加过重大场合演出，其后又应广州太平洋音像公司的邀请，与法国巴黎大中国实业发展公司联合录制《我在巴黎》、《不变的是真情》等多张个人专辑。苏小明还获得了中国唱片总公司颁发的首届“金唱片”奖。
在1986年中国中央电视台春节联欢晚会上，正在法国留学的苏小明再度演唱《军港之夜》。由此，《军港之夜》真正传遍中国内地。
1991年4月，苏小明偕法国籍丈夫飞抵北京探望母亲。这是自1986年回法国5年之后，苏小明首次回到北京。她发觉“北京长高了！”1991年4月17日，苏小明在寓所接受了记者采访，她承认无论是在出国前后，她都是个“爱开玩笑的人”，回忆起幼时的经历仍会令她落泪，而她早已不再是什刹海那个孤零零的小女孩了。
1995年，苏小明回国。后来她参加了中国中央电视台《同一首歌》栏目的录制。苏小明回国后，也曾尝试再度走上舞台，但她发现自己只有机会唱《军港之夜》一首歌，对自己很失望。1998年，好朋友姜文排演话剧《科诺克或医学的胜利》，苏小明应姜文之邀饰演玛丽。由此，她被姜文引入表演的世界。她说：“演员的自信是导演和观众给的，如果不是姜文让我演戏，我压根没想过自己还能演。”此后，她转型成为影视演员。苏小明没学过表演，是徐静蕾、姜文等朋友从台词开始逐渐教会她表演的。她曾出演电视连续剧《永不放弃》等等。在2004年的电视连续剧《汉武大帝》中，苏小明饰演馆陶公主刘嫖，这是苏小明电视剧表演中成功的代表作。
在2004年徐静蕾执导并主演的电影《我和爸爸》中，苏小明饰演小鱼妈和小鱼姨。对于同时饰演这两个角色，苏小明说：“我在剧中饰演徐静蕾的妈妈，同时还有角色的转换，这正是我渴望的，因为一个人活一次你不可能成为第二个人，你就是你，但在表演中你却可以体验到不同人的命运和情感。”2005年，苏小明又在徐静蕾执导并主演的电影《一个陌生女人的来信》中饰演女孩妈。
2000年代，苏小明和朋友们成立了“吃喝委员会”，苏小明担任“吃喝委员会”主席，王朔和姜文担任常务委员，成员有徐静蕾、万芳、洪晃等人。几乎每月苏小明都召集这批人在北京聚餐，每次会去不同的餐馆。吃喝委员会成员会给饭菜打分，王朔与姜文负责撰写品尝美食的感受，苏小明负责拍照。这些文字和图片整理出来之后，分发给每一位成员。每年年终，“吃喝委员会”在得分最高的餐馆举行一次大活动，到场者均要表演节目。
2011年时，苏小明和法国籍丈夫埃瑞克正在法国巴黎定居。

## 逸事
苏小明爱开玩笑是出名的。郁钧剑在1992年写的《苏小明逗冯巩》一文中称：

小明为人直爽热情，爱开玩笑在文艺界是出了名的。她最擅长的是冒充总机的服务员要你等长途电话。比如说大家一起到某城市演出，下榻宾馆后，各自到分配的房间住下，要不了多久，苏小明冒充总机值班员的电话保证会随后而来。我亲眼看见过她坐在宾馆的地毯上，一手握着话筒，捏着嗓子与别人说话，另一只手不时地扳动着床头柜上的那许多壁灯、顶灯、电视、收音的按钮，“噼里啪啦”的，以制造出总机在接线的响声假象。这样一来，对方则完全被她迷惑住了。据说有一次她在下部队时，冒充总机给住在她隔壁的一位带队的领导打电话，然后假装说：“这是您爱人来的电话，北京线路不好，您能否让我在中间为您转达？”然后又假装拼命地喊：“喂喂，北京，北京，线路不好，请您大声点！”而这边的领导一听爱人有话要交待，便赶紧说：“你就转达吧。”只听得小明在电话里：“什么？让他给您带两双新皮鞋回家？要买牛皮的？”……如此这般，这位领导当然不会再有怀疑，于是那几天总在街上转着，为老婆买皮鞋，最不可思议的是，苏小明自己说完了后却把这事给忘了。等那领导千里迢迢地将皮鞋带回了北京，才知道这其中的奥秘。好在这皮鞋还真能穿，不至于浪费。

在小明所有用电话开玩笑的事例中，数她逗冯巩那次最为“精彩”。那是冯巩和刘伟刚调到中国广播艺术团说唱团搭档说相声时，我们一起到南京演出。那次我们一起住在当时在南京已算是相当不错的丁山饭店。一天中午，郑绪岚笑得捧着肚子对我说，刚才她看见小明给冯巩打电话了，当拨通了仅在隔壁的冯巩电话后，小明便捏着鼻子说：“喂，请问是某某房间吗？我们是南京大学的学生呀，我们昨晚看了你们的相声，激动得一夜没睡觉。我们从心里崇拜你们这两位相声新秀呀，现在我们在宾馆大厅，想见见你们可以吗？”电话里的冯巩一听高兴极了，连声说：“可以可以。”小明接着说：“那么，先生请问您是长脸还是圆脸？”（因为冯巩脸圆刘伟脸长）冯巩一愣，想了想答道：“我是圆脸。”小明又装成极惋惜地说：“很不好意思啦，我们想请长脸说话。”冯巩赶紧叫过来刘伟：“快快快，刘伟，大学生找你。”当刘伟拿起了话筒，刚刚寒暄了两句，只听得小明又问：“对了，请问先生您是高个还是矮个呀？”（因为冯巩个高刘伟个矮）刘伟答：“我是矮个。”“很不好意思啦，我们想请的是高个说话……”就这样翻来覆去的，一直被冯巩识出了破绽，小明方才罢休。

## 作品
苏小明的音乐及影视作品很多，其中主要作品有：
音乐专辑
- 《海风啊，海风》，中国唱片总公司
- 《大海的歌》，中国唱片总公司
- 《苏小明独唱歌曲选》，广州太平洋音像公司
- 《白衣少女》，云南音像出版社

话剧
- 1998年话剧《科诺克或医学的胜利》饰 玛丽

电影 (列表不全)
- 2004年《我和爸爸》饰 小鱼妈、小鱼姨
- 2005年《一个陌生女人的来信》饰 女孩妈
- 2005年《生死劫》饰 妈妈
- 2011年《亲密敌人》饰 艾米妈
- 2018年《後來的我們》饰 毛姊

电视剧 (列表不全)
- 2001年电视剧《永不放弃》饰 方芳
- 2002年大型情景喜剧《体育人家》饰 胡丽丽
- 2004年电视剧《汉武大帝》饰 馆陶公主刘嫖
- 2007年电视剧《奋斗》饰 何翠凤
- 2008年电视剧《幸福还有多远》饰 苏小明（友情客串）
- 2009年电视剧《我的青春谁做主》饰 杨尔
- 2011年电视剧《男人帮》饰 小雪妈
- 2012年电视剧《北京青年》饰 辛晓燕
- 2013年电视剧《恋爱的那点事儿》饰 于妈妈
- 2021年电视剧《大宋宮詞》饰 奶娘王氏

## 家庭
- 父：董小吾，山东鱼台人，作曲家、导演。1952年出任总政文工团第一副团长兼总政歌舞团首任团长。
- 母：苏明
- 丈夫：埃瑞克，法国人。[9]二人在苏小明留学法国时结婚。[10]据郁钧剑在1992年写的《苏小明逗冯巩》一文中介绍，1991年苏小明和丈夫埃瑞克回北京探亲时，二人刚刚结婚不久。埃瑞克外表十分英俊，身高1.78米左右，高鼻梁，挺下巴，体格像运动员。[12]

## 延伸阅读
- 苏小明唱片、音带歌曲选，上海文艺出版社，1983年
- 苏小明演唱歌曲选，文化艺术出版社，1985年
- 点点、老典，苏小明吃喝委员会，世界知识出版社，2003年